# 花瓣地图
花瓣地图是华为向搭载HarmonyOS 、 Android和iOS操作系统设备提供基于TomTom的地图服务。它为步行、驾车、自行车和公共交通出行提供卫星图像、航空摄影、3D视图、转弯导航、平视显示器和路线规划。

## 荣誉
2021年，花瓣地图荣获红点设计奖。

## 特点

### 基本
花瓣地图可以放大和缩小显示地图。用户可以用鼠标控制地图移动到想要的位置，可以输入地址、路口或大致区域在地图上进行搜索。
如果有人想搜索“伦敦的蛋糕”来找到该城市附近供应该菜的餐馆。通过搜索可以找到各种各样的餐馆、酒店、剧院和一般企业。
- 地图来自华为
- 3D视图
- 卫星视图

### 图片由卫星提供
目前，花瓣地图的卫星视图仅在移动应用程序中提供，而不在网站上提供。

## 移动应用程序
花瓣地图可作为HarmonyOS、Android和iOS移动操作系统的移动应用程序使用。它于2020年10月通过AppGallery面向所有华为设备发布，并于2021年6月通过Google Play面向所有Android设备发布。截至2022年3月，花瓣地图已在App Store上发布，供iOS用户使用。它的发布是为了替代谷歌地图。